# Lemniscomys roseveari
Lemniscomys roseveari es una especie de roedor de la familia Muridae.

## Distribución geográfica
Se encuentra en Zambia y, posiblemente, en Angola.

## Hábitat
Su hábitat natural son los bosques Cryptocephalum, un tipo de bosque subtropical seco muy denso.

## Estado de conservación
Se encuentra amenazada de extinción por la pérdida de su hábitat natural.